# أثب تلي
الأثب التلي (باللاتينية: Eragrostis collina) نوع نباتي يتبع جنس الأثب من الفصيلة النجيلية.

## الموئل والانتشار
موطنه بلاد الشام وتركيا والقوقاز.

## مرادفات للاسم العلمي
- (باللاتينية: Aira arundinacea L.)
- (باللاتينية: Boriskellera arundinacea (L.) Terachov)
- (باللاتينية: Eragrostis arundinacea (L.) Roshev.)
- (باللاتينية: Eragrostis tatarica (Griseb.) Nevski)
- (باللاتينية: Psilantha arundinacea (L.) Tzvelev)